# روث أندرسون
روث أندرسون (بالإنجليزية: Ruth Anderson)‏ هي ملحنة أمريكية، ولدت في 21 مارس 1928 في كاليسبيل في الولايات المتحدة.

## وصلات خارجية
- روث أندرسون على موقع ميوزك برينز (الإنجليزية)
- روث أندرسون على موقع ميوزك برينز (الإنجليزية)